# Ruellia eurycodon
Ruellia eurycodon är en akantusväxtart som beskrevs av Gustav Lindau. Ruellia eurycodon ingår i släktet Ruellia och familjen akantusväxter. Inga underarter finns listade i Catalogue of Life.